# Oregon Route 281
Az Oregon Route 281 (OR-281) egy oregoni állami országút, amely észak–déli irányban a 35-ös út Mount Hood-i elágazása és a U.S. Route 30 Hood River-i csomópontja között halad.
A szakasz Hood River Highway No. 281 néven is ismert.

## Leírás
A szakasz Mount Hoodnál ágazik le az OR 35-ről délnyugati irányban. Miután egy nyugati irányú kanyart követően elérte Parkdale-t, az út észak felé fordul, ahol a Hood-folyó keleti- és középső ágainak keresztezése után megérkezik Hood Riverbe, ahol a U.S. Route 30-ba torkollik.